# 朱友誨
朱友誨（？—923年），五代十国後梁皇族，初代太祖皇帝朱全忠侄子，父朱全昱。
朱温受禅後，封朱友誨为邵王。朱友诲聪明有悟性，人心多向之。乾化元年，以檢校兵部尚書充控鶴指揮使。后任镇国军节度使。921年，朱友诲的二哥陈州刺史惠王朱友能作乱，有人告发朱友诲誘致禁軍欲謀反，末帝朱瑱将朱友诲罢免召回幽禁。朱瑱在后梁灭亡前夕，把朱友谅、朱友能、朱友誨三兄弟全部杀死。《旧五代史》作后唐军杀之。

## 相关传记
- 《旧五代史》梁书卷十二 宗室列传二 ：友誨，全昱子，封邵王。乾化元年，以檢校兵部尚書充控鶴指揮使。坐友能反廢，後為唐兵所殺。
- 《新五代史》梁书卷十三 梁家人传第一：邵王友誨，全昱之子也，性穎悟，人心多向之。或言其誘致禁軍，欲為亂，梁主召友誨，與其兄友諒、友能並幽於別第。及唐師將至，梁主疑諸兄弟乘危謀亂，■皇弟賀王友雍、建王友徽盡殺之。